# La força del passat
La força del passat (títol original: Deeply) és una pel·lícula del 2000 amb Julia Brendler, Lynn Redgrave i Kirsten Dunst dirigida per Sheria Eldwood. Ha estat doblada al català.

## Argument
Els terribles records d'un accident traumàtic obliguen a Claire a escapar a una illa remota d'on procedeixen els seus avantpassats. La que havia estat una important comunitat pesquera és ara un àrid, solitari i malenconiós lloc que no fa més que augmentar la tristesa que Claire porta a dins. Però tot canvia el dia que es troba amb Celia, una excèntrica escriptora que la introdueix en la seva última novel·la... una història encara inacabada, amb la qual Claire se sent molt identificada i que tindrà el poder de cicatritzar les ferides de la seva ànima.

## Repartiment
- Julia Brendler: Claire McKay.
- Lynn Redgrave: Celia.
- Kirsten Dunst: Silly.
- Trent Ford: James.
- Brent Carver: Porter.
- Alberta Watson: Fiona McKay.
- Peter Donaldson: Dr.Stone
- Daniel Brühl: Jay.

## Al voltant de la pel·lícula
rodatge
La pel·lícula va ser gravada a East Ironbound Island, Nova Escòcia.
crítica
"Es podria pensar que 'Deeply' és una pèssima pel·lícula, però no ho és fins a fartar-se'n. Alguns la trobaran romàntica i fins i tot els agradarà. I és que no és una història tan dolenta, el que passa és que està molt mal explicada."